# Pyrostria commersonii
Pyrostria commersonii är en måreväxtart som beskrevs av Johann Friedrich Gmelin. Pyrostria commersonii ingår i släktet Pyrostria och familjen måreväxter.
Artens utbredningsområde är Réunion. Inga underarter finns listade i Catalogue of Life.